# Dalila Kadri
Dalila Kadri Cheriet, née le 22 août 1949 à Biskra en Algérie et morte le 2 janvier 2017 à Marseille, est une cinéaste, poétesse et écrivaine française. Militante lesbienne, elle est une pionnière du mouvement alliant lesbianisme et anti-racisme en France.

## Militantisme
Dalila Kadri nait en 1949 en Algérie puis milite et vit à Paris, où elle participe à la Maison des femmes et aux Archives Recherches Cultures Lesbiennes avant de déménager à Marseille,,.
À la fin des années 1990, elle prend position plusieurs fois pour pointer le racisme du milieu lesbien français : elle pointe notamment le modèle économique de la Coordination lesbienne en France lors de sa rencontre annuel en 1999, qui favorise les lesbiennes blanches de classe moyenne au détriment des lesbiennes racisées venues des quartiers Nord de Lyon. Cette action permet la structuration de groupes lesbiens anti-racistes à Lyon, Marseille et Paris, en particulier la formation du Groupe du 6 novembre et la création de l'ouvrage Warriors/Guerrières,,.
La même année, elle participe à une action lors du festival international du film lesbien et féministe de Paris contre la présence au festival de la propriétaire du Katmandou, boîte lesbienne parisienne refusant l'entrée aux non-blanches. Vivement critiquée pour cette action dans Lesbia Magazine, elle pointe le racisme exotisant de cette réaction.
Elle organise en 2009 le colloque « Lesbiennes, migrations, exils et racisme. Quand les "minoritaires" s'en mêlent » à l'université Paris 8 en compagnie de Salima Amari, Jules Falquet, Jane Freedman, Claudie Lesselier, Amazighe Tilila et Anna Pak.

## Œuvres

### Filmographie
- 1978 : Rencontres, documentaire, 20 min
- 1999 : Ombres solaires, fiction, 77 min (évocation de la guerre civile d'Algérie[5])
- 2004 : Lucioles, documentaire, 33 min (documentaire sur les lesbiennes de l'immigration en France[5])
- 2008 : Marseille, le panier des songes, documentaire, 52 min